# Hans Christian Andersen (filme)

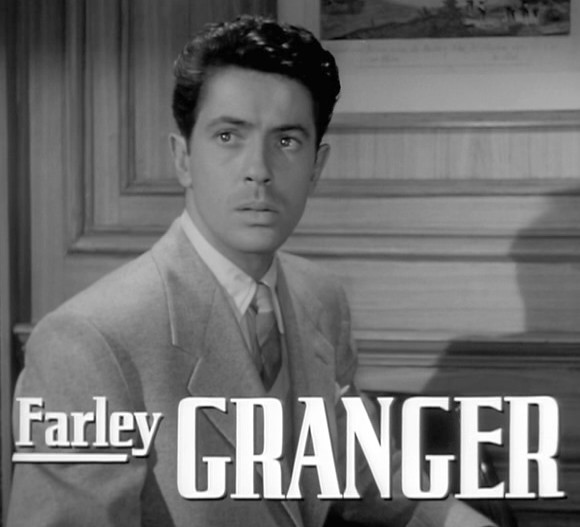
Farley Granger, na foto no trailer de Strangers on a Train, tinha tudo para fazer sucesso em Hollywood. Entretanto, apesar dos dois filmes que fez com Alfred Hitchcock e um com Luchino Visconti, a má administração impediu que sua carreira decolasse. Morreu em 2011, de causas naturais.

Hans Christian Andersen é um filme estadunidense de 1952, do gênero drama romântico-biográfico-musical, dirigido por Charles Vidor e estrelado por Danny Kaye e Farley Granger.

## A produção
O filme é uma biografia fantasiosa e sem vínculos com a vida real do escritor de histórias infantis.
Kaye deixa de lado sua natural exuberância cômica e interpreta Andersen de maneira contida e simpática. As sequências de balé, coreografadas por Roland Petit, bem como as canções compostas por Frank Loesser, dão dimensões extras ao espetáculo, que ainda se beneficia de uma generosa direção de arte.
Hans Christian Andersen foi o último fruto da associação de onze anos entre Samuel Goldwyn e a RKO. Foi também o último trabalho que o produtor fez com o astro comediante.
A película foi um grande sucesso nas bilheterias e recebeu seis indicações ao Oscar.
Segundo Ken Wlaschin, este é um dos dez melhores filmes da carreira de Danny Kaye.

## Sinopse
Hans Christian, sapateiro em uma pequena cidade da Dinamarca, gosta de contar histórias fantásticas para crianças. Ele vai para Copenhague, atrás de fama e fortuna, como escritor, e apaixona-se pela bela bailarina Doro. Mas Doro o repele e ele volta para sua terra natal, agora já famoso.

## Premiações
| Prêmio                           | Categoria | Situação |
| -------------------------------- | --- | --- |
| Oscar                            | Melhor Fotografia (Em Cores) Melhor Direção de Arte (Em Cores) Melhor Figurino (Em Cores) Melhor Trilha Sonora Melhor Canção Original Melhor Mixagem de Som | Indicado[carece de fontes?] Indicado[carece de fontes?] Indicado[carece de fontes?] Indicado[carece de fontes?] Indicado[carece de fontes?] Indicado[carece de fontes?] |
| Writers Guild of America Award   | Melhor Roteiro de Musical Norteamericano | Indicado[carece de fontes?] |
| Directors Guild of America Award | Melhor Direção | Indicado[carece de fontes?] |
| Golden Globe                     | Melhor Filme de Comédia ou Musical Melhor Ator de Comédia ou Musical (Danny Kaye)                                                                           | Indicado[carece de fontes?] Indicado[carece de fontes?] |

## Elenco
| Ator/Atriz       | Personagem                        |
| ---------------- | --------------------------------- |
| Danny Kaye       | Hans Christian Andersen           |
| Farley Granger   | Niels                             |
| Zizi Jeanmaire   | Doro                              |
| Joseph Walsh     | Peter                             |
| Philip Tonge     | Otto                              |
| Erik Bruhn       | Hussardo                          |
| Roland Petit     | Príncipe no balé A Pequena Sereia |
| John Brown       | Professor                         |
| John Qualen      | Alcaide                           |
| Jeanne Lafayette | Celine                            |
| Robert Malcolm   | Porteiro                          |
| George Chandler  | Fazendeiro                        |
| Fred Kelsey      | Primeiro gendarme                 |
| Gil Perkins      | Segundo gendarme                  |
| Peter Votrian    | Lars                              |